# Boršický potok
Boršický potok är ett vattendrag i Tjeckien. Det ligger i den östra delen av landet, 260 km sydost om huvudstaden Prag.